# Red Rider
Red Rider, mais tarde conhecido como Tom Cochrane & Red Rider, é uma banda de rock canadense popular nos anos 80. Enquanto eles alcançaram grande sucesso no Canadá, a banda nunca teve uma música no Top 40 nos Estados Unidos, embora "Lunatic Fringe" tenha se tornado popular nas album-oriented rock. Eles também apareceram no Billboard Hot 100 com "White Hot" e " Young Thing, Wild Dreams (Rock Me)", e compararam com "Lunatic Fringe" no Mainstream Rock (AOR) com a "Big League" (que continua popular no hoje), "Human Race" e "Power".

## História da banda
Red Rider foi formado em Toronto em 1975, quando Peter Boynton (teclados, sintetizadores, vocais), Ken Greer (guitarras, teclados, vocais de fundo) e Rob Baker (bateria) se uniram a Arvo Lepp (guitarra) e Jon Checkowski (baixo) e começou a tocar em Toronto, executando músicas originais e cover.
Em 1978, seu gerente naquela época foi contatado pela Capitol Records sobre a adição do cantor / guitarrista / compositor Tom Cochrane ao grupo. Cochrane foi convidado para um dos shows da banda em London, Ontário, para ensaiar com eles. Boynton, Greer e Baker ficaram impressionados com suas composições e composições, mas Lepp e Checkowski não ficaram tão entusiasmados e decidiram deixar a banda. Jeff Jones (anteriormente com Ocean e o baixista original do Rush) foi então contratado para o baixo, e foi a formação de Cochrane, Boynton, Greer, Baker e Jones que assinaram contrato com o Capitol e lançaram seu primeiro álbum Don't Fight It em outubro de 1979. Com os singles "White Hot" e "Don't Fight It", o álbum rapidamente alcançou o status de ouro.
Seu segundo álbum, As Far as Siam, foi lançado em junho de 1981 e contou com o sucesso "Lunatic Fringe", que contou com o guitarrista Greer. A música foi usada no filme Vision Quest de 1985, apareceu no episódio de Miami Vice "Smuggler's Blues" e teve alta rotação na rede de TV a cabo dos Estados Unidos MTV. Agora é um dos pilares do rádio de rock clássico americano.
Peter Boynton foi substituído pelo tecladista Steve Sexton no terceiro álbum do Red Rider, Neruda, lançado em março de 1983, e a faixa "Napoleon Sheds His Skin" se tornaria uma das músicas mais populares do álbum, enquanto "Human Race" teve considerável sucesso nas rádios FM nos EUA, tornando-se sua segunda música mais conhecida depois de "Lunatic Fringe". Além disso, a música "Can't Turn Back" foi usada no episódio de Miami Vice "Tale of the Goat".
Em seu próximo lançamento, Breaking Curfew (setembro de 1984), John Webster (anteriormente com os roqueiros canadenses Stonebolt) substituiu Sexton nos teclados. O álbum não vendeu tão bem quanto Neruda e uma disputa com Bruce Allen, o gerente da banda, sobre a direção futura da banda resultou na saída de Red Rider e uma mudança nos membros da banda, como Jeff Jones e Rob Baker. O álbum continha o single de maior sucesso da banda, Young Thing, Wild Dreams (Rock Me), que alcançou o número 71 na Billboard Hot 100.

### Como Tom Cochrane e Red Rider
No que se tornou um forte sinal sobre o futuro da banda, eles se tornaram oficialmente conhecidos como Tom Cochrane e Red Rider e lançaram seu quinto álbum em maio de 1986, com os novos membros Ken "Spider" Sinnaeve no baixo e Randall Coryell na bateria, embora Graham Broad (banda Go West e Roger Waters) tenha tocado bateria no álbum, gravado no País de Gales nos Rockfield Studios e Metalworks Studios em Mississauga, Ontário, nos primeiros meses de 1985, produzido por Patrick Moran.
Em 1987, o Capitol lançou um CD de compilação intitulado Over 60 Minutes with Red Rider, cobrindo os quatro primeiros álbuns da banda. Também em 1987, a banda, que havia sido nomeada 11 vezes para o Juno Awards, finalmente foi premiada como Grupo do Ano.
No final dos anos 80, o guitarrista Peter Mueller foi incluído à banda.
No outono de 1988, a banda lançou seu sexto álbum, Victory Day, que continha a faixa "Big League", sobre a morte de um jovem jogador de hóquei. O pai do jovem se aproximou de Cochrane no dia de um show, mencionando que seu filho era um grande fã da música de Red Rider, "Boy Inside The Man". Cochrane perguntou ao homem se seu filho iria assistir ao show e o homem respondeu que seu filho havia morrido recentemente em um acidente de carro. Outra observação sobre a "Big League" é que Cochrane e Greer jogaram na GM no início da temporada de hóquei de 2008/09 para homenagear Luc Bourdon, um membro do Vancouver Canucks falecido recentemente. A música também foi destaque em um segmento na Hockey Night da CBC Television no Canadá.
O álbum final do Red Rider, The Symphony Sessions, que foi gravado em 17 e 18 de março de 1989 e lançado em dezembro de 1989, viu a banda se apresentando com a Edmonton Symphony Orchestra, como Procol Harum havia feito dezessete anos antes. A carreira solo de Cochrane estava decolando e a banda se separou no início de 1990, logo após o lançamento do álbum.
A três CD box set Ashes to Diamonds, que inclui material por ambos Red Rider e Cochrane como artista solo, foi lançado em 1993.
Cochrane, Greer e Jones se reuniram como Red Rider em 2002 para fazer um show beneficente depois que seu técnico de guitarra dos anos 80, John Garrish, foi assaltado e esfaqueado até a morte na seção de Yorkville em Toronto.
Desde então, Cochrane, Greer e Jones continuam em turnê anualmente como Red Rider, assistido por outros músicos.
O lutador profissional Kurt Angle usou uma versão instrumental de "Lunatic Fringe" como sua música de entrada no TNA. O lutador do UFC e ex-campeão do Pride Dan "Hendo" Henderson também usa "Lunatic Fringe" como sua música de introdução.

## Membros
| Membros atuais - Ken Greer – guitarras, teclados, backing vocals (1975–1990, 2002–present) - Tom Cochrane – vocais, guitarra (1978–1990, 2002–present) - Jeff Jones – baixo, backing vocals (1978–1985, 2002–present) - Davide Direnzo – bateria (2006–present) - Bill Bell – guitarra (2006-2011, 2017–present) - Nick Gay – Sons auxiliares (2016–present) | Ex-membros - Rob Baker – bateria (1975–1985) - Peter Boynton – teclados, sintetizadores, vocais (1975–1983) - Jon Checkowski – baixo (1975–1978) - Arvo Lepp – guitar (1975–1978) - Steve Sexton - teclados, sintetizadores (1983-1984) - John Webster – teclados, sintetizadores (1984–1989, 2003–2006) - Ken "Spider" Sinnaeve – baixo (1985–1990) - Randall Coryell – bateria (1986–1990) - Peter Mueller – guitarra (1988–1989) - Jamie Oakes – guitarra (2002–2006) - Randall "Mongo" Stoll – bateria (2002-2006) - Troy Feener – bateria (2002–2006; 2009 – substituindo temporariamente Direnzo) - Gary Craig – bateria (2007 and 2009 – substituindo temporariamente Direnzo) |

## Discografia

### Álbuns de estúdio

#### Como Red Rider
- Don't Fight It (1979) - Álbum de platina no Canadá
- As Far as Siam (1981) - Álbum de platina no Canadá
- Neruda (1983) Álbum de platina no Canadá
- Breaking Curfew (1984)

#### Tom Cochrane e Red Rider
- Tom Cochrane e Red Rider (1986)
- Victory Day (1988) Álbum de platina no Canadá
- The Symphony Sessions (1989)

### Álbuns de compilação
- Over 60 Minutes with Red Rider (1987)
- Ashes to Diamonds (1993)
- Trapeze: The Collection (2002)